# کنیژموست
کنیژموست (به چکی: Kněžmost) یک منطقهٔ مسکونی در جمهوری چک است که در ناحیه ملادا بولسلاو واقع شده‌است. کنیژموست ۴۰٫۴۵ کیلومتر مربع مساحت و ۱٬۸۳۷ نفر جمعیت دارد و ۲۴۲ متر بالاتر از سطح دریا واقع شده‌است.